# Joe Franchino
Joe Franchino (Fontana, 9 agosto 1976) è un ex calciatore statunitense, di ruolo difensore.